# Белиця (Габровська область)
Бели́ця (болг. Белица) — село в Габровській області Болгарії. Входить до складу общини Трявна.

## Населення
За даними перепису населення 2011 року у селі проживали 35 осіб, з них 34 особи (97,1%) — болгари.
Розподіл населення за віком у 2011 році:
Динаміка населення: